# Отрицание Нанкинской резни
Отрицание Нанкинской резни — отрицание того факта, что вооружённые силы Императорской Японии убили сотни тысяч китайских солдат и гражданских лиц во время Второй японо-китайской войны, события которых являются камнем преткновения в японо-китайских отношениях. Отрицание Нанкинской резни считается ревизионистской точкой зрения и не принимается сторонниками преобладающего в академической науке направления, в том числе и частью японских специалистов. Большинство историков согласны с выводами Токийского трибунала относительно размаха и природы зверств, совершённых Японской императорской армией после Битвы за Нанкин. В Японии, однако, имели место горячие споры о размерах и природе резни. Отношения между Японией и Китаем в результате осложнялись, так как в Китае отрицание массовых убийств видится как часть общего нежелания Японии согласиться с фактом своей агрессии и извиниться за неё, либо воспринимается как бесчувственность по отношению к убийствам. Предположения о числе жертв широко разнятся, называются цифры от 40 000 до более чем 300 000. Некоторые исследователи, особенно ревизионисты в Японии, спорили с этим, заявляя, что количество погибших было много меньшим или даже что само событие сфабриковано и никогда не имело места. Эти ревизионистские подсчёты количества убийств стали скрепой в японском националистическом дискурсе.
В Японии лишь небольшое, но громкое меньшинство отрицает резню полностью. Некоторые японские журналисты и социологи, как например Томио Хора и Кацуити Хонда, сыграли существенную роль в противодействии ревизионистской историографии в десятилетия, прошедшие после убийств. Тем не менее выступления отрицателей, как, например, Сюдо Хигасинакано, часто приводили к полемике в глобальных СМИ, особенно в Китае и других странах Восточной Азии. Отображение резни в японских школьных учебниках также осложнило Японо-китайские отношения, так как в некоторых из них резня удостаивается лишь краткого упоминания.

## Национальная идентичность
Такаси Ёсида утверждает, что «Нанкин сыграл роль в попытках всех трёх наций [Китай, Япония и США] сохранить и переосмыслить национальную и этническую гордость и идентичность, что предполагает разные значения в зависимости от изменения понимания внешних и внутренних врагов соответствующей страны».

### Япония
В Японии интерпретация и толкование Нанкинской резни являются отражением японской национальной идентичности и представлений о «гордости, чести и стыде». Такаси Ёсида описывает японские дискуссии о Нанкинском инциденте как «кристаллизацию более широкого конфликта о том, что должно составлять идеальное восприятие страны: Япония как нация осознаёт своё прошлое и извиняется за ошибки военного времени; либо же настойчиво противостоит иностранному давлению и учит японскую молодёжь тому, что благостные и храбрые мученики сражались на справедливой войне, имея своей целью спасти Азию от агрессии Запада». В некоторых националистических кругах разговоры о масштабных убийствах в Нанкине воспринимаются как «травля Японии» (в случае с иностранцами) или «самобичевание» (в случае японцев).

### Китай
Дэвид Аскью (англ. David Askew) характеризует Нанкинский инцидент как «ставший фундаментальным основанием в конструкции современной китайской национальной идентичности». По его мнению, «отказ принять „ортодоксальную“ позицию по Нанкину может быть истолкован как попытка отрицать право китайской нации иметь легитимный голос в международном сообществе».

## Вопросы определения
Точное определение географической области, охваченной резнёй, её продолжительности, а также выяснение, кто может считаться жертвами при подсчёте количества смертей является важной темой в спорах сторонников официальной версии, принятой большинством историков, и отрицателей. Наиболее радикальные из числа последних, как то Танака Масааки, утверждают о гибели нескольких дюжин или нескольких сотен человек, в то время как большинство историков выдают цифры от 50 000 до 300 000 жертв.
Среди ревизионистов распространена точка зрения, поддерживаемая, в частности, такими отрицателями, как Сюдо Хигасинакано, согласно которой географически территория инцидента должна быть ограничена несколькими квадратными километрами площади города, известной как Нанкинская зона безопасности, население которой составляло 200 000—250 000 человек. Однако это определение практически неизвестно за пределами ревизионистских кругов.
Большинство историков говорят о много большей зоне вокруг города, включающей в себя Сягуань (пригород к северу от Нанкина площадью около 31 км²) и другие территории на окраине города. Население Большого Нанкина перед японской оккупацией составляло 535 000—635 000 гражданских лиц и солдат. Некоторые историки также включают в эту территорию шесть округов вокруг Нанкина, известные как Нанкинский специальный муниципальный район. Вместе с ними население Нанкина возрастает до более чем миллиона человек
Временны́е рамки инцидента естественным образом проистекают из принятого определения его географических границ: чем раньше японцы заняли ту или иную территорию, тем бо́льшим будет этот период. Битва за Нанкин закончилась 13 декабря, когда подразделения японской армии вошли в окружённый стенами Нанкин. Токийский трибунал определил временные границы резни как последующие шесть недель. По более консервативным оценкам резня началась 14 декабря, когда японские войска вступили в Зону безопасности, и продолжалась шесть недель.
Большинство исследователей разделяют мнение о примерном общем числе погибших в 50 000—300 000 человек. В Японии ревизионисты, между тем, не согласны с этим, утверждая иногда, что реальное их количество много меньше, либо даже что всё событие, известное как Нанкинская резня, было сфабриковано и никогда не происходило в реальности.

## История и цензура во время войны
Во время войны японские СМИ, в том числе газеты, обычно тиражировали позитивный взгляд на войну в Китае. Репортажи о резне в основном тонули в молчании, а газетные сообщения и фотографии обычно демонстрировали сотрудничество между китайским населением и японскими солдатами. Отрицатели заявляют, что эти новости из японских СМИ были «правдивыми» и «заслуживающими доверия». Однако большинство стоящих на принятых сегодня в науке позициях историков оппонируют этому мнению, объясняя, что, как хорошо известно, Информационное бюро кабинета, группа военных, политиков и специалистов, созданная в 1936 году в качестве «комитета» и повышенная в 1937 до «подразделения», применяла цензуру ко всем средствам массовой информации при режиме Сёва, а также что этот орган имел властные полномочия по отношению к любым публикациям. Таким образом, активисты из Бюро могли и запрещать, и предписывать. Кроме выпуска детализированных инструкций для издательств, они вносили предложения, являвшиеся в реальности ничем иным, как приказами. С 1938 года печатные издания «вынуждены были понять, что их выживание зависит от сотрудничества с Бюро и его главного печатного органа — журнала Сясин-сюхо, который создавал и „образ солдата“ и „образ войны“».
Статья 12 цензурной инструкции для газет, вышедшей в сентябре 1937 года, гласила, что любая новостная статья или фотография, «неблагоприятная» для Японской императорской армии должна быть отвергнута. Статья 14 запрещала любые «фотографии жестокостей», но поощряла сообщения о «жестокости китайцев», солдат и гражданских.
Из-за цензуры никто из японских репортёров, оказавшихся в Нанкине после захвата города, не писал критических очерков о своих соотечественниках. В 1956 году, однако, Масатакэ Имаи, корреспондент Tokyo Asahi, который сообщил лишь о «величественной и трогательной церемонии» триумфального вступления в город императорской армии, заявил, что был свидетелем массовой казни от 400 до 500 китайцев около офиса Tokyo Asahi. «Вот бы написать об этом», сказал он своему коллеге по имени Накамура. «Однажды напишем, но не сейчас. Но мы действительно это видели», ответил Накамура. Сигэхару Мацумото, глава шанхайского бюро новостного агентства Domei, писал, что японские корреспонденты, которых он интервьюировал, рассказали ему о 2—3 трупах в окрестностях района Сягуань, а репортёр Юдзи Маэда видел, как новобранцы закалывали китайских военнопленных штыками.
Дзиро Судзуки, корреспондент Tokyo Nichi Nichi, писал, «Когда я вернулся к воротам Чжуншань, я впервые наблюдал невероятную, жестокую резню. На вершине стены, на высоте 25 метров, в ряд были выстроены военнопленные. Их кололи штыками и сбрасывали со стены. Группа японских солдат точила штыки, кричала и колола ими военнопленных в грудь и в спину».
Историк Токуси Касахар отмечает, что «некоторые отрицатели утверждают, что Нанкин был много более мирным местом, нежели принято думать. Они всегда показывают фотографии с беженцами оттуда, продающими какую-то еду на улицах или китайцами, улыбающимися в лагерях. Они забывают о японской пропаганде. Императорская армия практиковала строгую цензуру. Любые фотографии трупов просто не могли пройти её. Поэтому фотографы должны были удалить все тела перед тем, как снимать улицы и городские здания (…) Даже если речь не идёт о постановке, у беженцев просто не было иного выбора, кроме как заискивать перед японскими солдатами. Другое поведение означало бы для них смерть».

### Оживление международного интереса к Нанкинской резне
Книга Айрис Чан «Изнасилование Нанкина: забытый Холокост Второй мировой войны», вышедшая в свет в 1997 году, оживила международный интерес к Нанкинской резне. Было продано более полумиллиона экземпляров книги, опубликованной сначала в США и согласно The New York Times, отзывы были в основном критическими. The Wall Street Journal писал, что это «первое комплексное исследование разрушения этого китайского имперского города», и что Чан «умело извлекла наружу из небытия имевшие место ужасные события». The Philadelphia Inquirer писала, что речь идёт о «убедительном отчёте о чудовищном, который, до недавнего времени, был предан забвению». Текст, тем не менее, вызвал и жаркие дебаты. Отчёт Чан базировался на новых источниках, которые должны были послужить лучшему пониманию событий. Японские ультра-националисты настаивали, что Нанкинская резня была сфальсифицирована с целью «демонизации японской расы, культуры, истории и нации».

### Признание резни и её отрицание
Такаси Хосияма охарактеризовал картину мнений по поводу Нанкинской резни в Японии как «широкое разделение на две школы: школу признания, которая считает, что масштабная резня имела место и школа отрицания, которая заявляет, что произошло некоторое количество изолированных инцидентов, но резни не было».

### Захват дискуссии активистами-непрофессионалами
Дэвид Аскью (англ. David Askew) утверждает, что обсуждение Нанкинской резни было захвачено «двумя большими группами активистов-дилетантов».

«Китайцев» представляют как единый, гомогенный хор голосов и изображают как злобных и склонных к манипулированию перекручивателей правды, в то время как в равной степени обобщённые и обезличенные «японцы» изображаются безусловным злом, жестокими и кровожадными людьми, которые отрицают хорошо известные исторические факты.
Обе позиции являются нарративами виктимизации. Одна показывает китайцев беспомощными жертвами жестокого японского империализма, пострадавшими зимой 1937—1938, в то время как другая рисует доверчивых японцев, невинных и ставших жертвами китайских махинаций и послевоенной пропаганды.

### Японские взгляды на резню
Японские специалисты, подтверждающие факт резни, не только принимают законность соответствующих трибуналов и их выводы, но также декларируют, что Япония должна перестать отрицать своё прошлое и определиться с ответственностью страны за военную агрессию против своих азиатских соседей. Подтверждающие резню специалисты привлекли внимание населения Японии к жестокостям, совершённым национальной армией во время Второй мировой войны в целом и Нанкинской резни в частности и поддерживают антивоенную риторику.
Наиболее радикальные отрицатели, по большому счёту, отвергают выводы трибунала как разновидность «правосудия победителей», принимающего во внимание только версию одержавшей победы стороны. В Японии их называют «школой иллюзии» (яп. まぼろし派 мабороси ха), они отрицают массовую резню и утверждают, что японские военные убили лишь несколько военнопленных и гражданских в Нанкине. Более умеренные отрицатели говорят о количестве погибших от нескольких тысяч до 38 000—42 000. Обе эти школы противоречат общепринятой среди историков цифре в 150 000—300 000.
Такие заявления обычно не находят поддержки у историков, придерживающихся общепринятых сегодня мнений в этом вопросе.

## Наиболее известные японские отрицатели

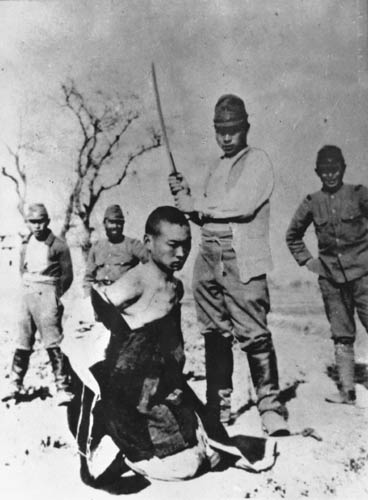
Китайский военнопленный перед обезглавливанием, которое японский офицер готовится совершить при помощи син-гунто во время Нанкинской резни

### Сюдо Хигасинакано
Такие отрицатели резни, как Хигасинакано, заявляют, что «Нанкинская резня» была сфабрикована и являлась плодом военной пропаганды, распространявшейся китайскими националистами и коммунистами. Он считает, что действия японских войск в Нанкине соответствовали международному праву и были гуманными. Среди прочего, он утверждает, что не было казней военнопленных в форме и приводит отдельные истории, настаивая на том, что с военнопленными китайцами обращались достойно. Однако Хигасинакано также временами отмечает, что казнённые военнопленные были комбатантами вне закона, посему их казни были оправданы с точки зрения международного права. Он считает, что таковых «незаконных» комбатантов было казнено несколько тысяч.
То, о чём пишет автор, противоречит Гаагским конвенциям, ратифицированным и Китаем, и Японией. Япония нарушала дух и букву законов ведения войны.
Например, по данным историка Акиры Фудзивары, 6 августа 1937, заместитель военного министра Японии уведомил японские войска в Шанхае о решении армии снять ограничения, налагаемые международным правом на обращение с китайскими военнопленными. Эта директива также советовала штабным офицерам избегать термина «военнопленные». Во время резни японские части фактически начали поиски бывших солдат, во время которых были захвачены тысячи молодых людей, большую часть которых убили. В другом случае японцы собрали 1300 китайских солдат и гражданских около Тайпинских ворот и убили их. Жертв взрывали противопехотными минами, затем обливали горючим и поджигали. Оставшихся в живых докалывали штыками. Тилман Дёрден и Арчибальд Стил, американские новостные корреспонденты в Нанкине, сообщали о том, что видели трупы убитых китайских солдат, собранные в груду высотой шесть футов у ворот Ицзян на севере города. Дёрдин, работавший на New York Times, совершил поездку по Нанкину, прежде чем покинуть город. Он слышал интенсивный пулемётный огонь и наблюдал как японские солдаты расстреляли около двухсот китайцев за десять минут. Через два дня в своём репортаже для New York Times, он писал, что улицы города заполнены трупами гражданских, включая женщин и детей.
Заявление о том, что сообщение Харольда Тимперли, которое составило базу для выводов Трибунала, было лишь пересказом слухов, а значит, выводы о 300 000 убитых «нереальны», вызвало ответ со стороны Боба Тадаси Вакабаяси, который предположил, что утверждения и выводы Хигасинакано не были «здравомыслящими»:

Хигасинакано делает свои поспешные выводы совершенно искренне, так как он зациклен на идее о том, что резни никогда не было. Это заставляет его отметать любые доказательства, осознанно или нет, чтобы поддержать и систематизировать своё заблуждение— Wakabayashi, Bob Tadashi. The Nanking atrocity, 1937-38: complicating the picture. 2007, page 327
Хигасинакано также временами отрицал массовые изнасилования, совершённые японскими войсками, а временами приписывал их китайским солдатам. То, что во время резни изнасилования происходили, ясно из показаний Йона Рабе, избранного главы Нанкинской зоны безопасности:

«Двое японских солдат перебрались через стену сада и собирались вломиться в наш дом. Когда появился я, они оправдывались тем, что видели, как стену перелезли два китайских солдата. Когда я показал своей партийный значок, они ушли тем же путём. В одном из домов на узкой улице за стеной сада женщина была изнасилована, а затем ранена в шею штыком. Мне удалось вызвать скорую помощь и мы смогли доставить её в больницу Кулоу. (…) Прошлой ночью до 1000 женщин и девочек по слухам были изнасилованы, более 100 девушек только из колледжа Цзиньлин. Повсюду слышно об изнасилованиях. Если мужья или братья вступаются за женщину, в них стреляют. Везде творятся зверства и жестокость японских солдат»— John E. Woods. The Good man of Nanking, the Diaries of John Rabe. — 1998. — С. 77.
Минни Вотрин, профессор в Цзиньлинском колледже, в этот день записала в своём дневнике, «О Боже, обуздай жестокие зверства японских солдат в Нанкине этой ночью…», а 19 числа: «Я была так разгневана, что хотела уничтожить их всех за их подлые дела. Как стыдно должно было бы быть женщинам Японии, если бы они узнали об этих ужасах».
Вотрин также писала в дневнике, что ей с 18 декабря до 13 января приходилось раз за разом ходить в посольство Японии за прокламациями, которые запрещали бы японским солдатам совершать преступления в Цзиньлинском колледже, так как солдаты рвали бумаги, прежде чем забрать женщин.
Ся Шуцинь, женщина, свидетельствовавшая о том, что она стала жертвой резни, подала в суд на Хигасинакано из-за заявления, сделанного в его вышедшей в 1998 году книге: он утверждал, что её семью убили китайцы, а не японские солдаты. 5 февраля 2009 Верховный суд Японии обязал автора и его издателя, Tendensha, выплатить ей 4 миллиона йен за ущерб. Суд указал, что Хигасинакано не смог доказать, что Шуцинь и указанная девочка были разными людьми или что она не была свидетельницей Нанкинской резни, как он утверждал в своей книге.

### Масааки Танака
В своей книге «The Fabrication of the 'Nanjing Massacre'», Масааки Танака утверждал, что в Нанкине не совершалось неизбирательных убийств, а резню сфабриковали Международный военный трибунал для Дальнего Востока (IMTFE) и китайское правительство в пропагандистских целях. Он также настаивал, что Токийский трибунал был проявлением «правосудия победителей», а не справедливым судебным разбирательством. Он приводит цифру в примерно 2000 смертей за всю резню. Танака также высказал мнение о том, что многие гражданские были убиты китайскими военными. Эти заявления были раскритикованы и в Японии, и вне её.

### Академические источники
- Wakabayashi, Bob Tadashi (ed.). The Nanking Atrocity 1937–38: Complicating the Picture (англ.).
- Yang, Daqing. Convergence or Divergence? Recent Historical Writings on the Rape of Nanjing (англ.) // American Historical Review : journal. — 1999. — June.
- Joshua A. Fogel. The Nanjing Massacre in History and Historiography (англ.). — University of California Press. — ISBN 0-520-22007-2.
- Kasahara Tokushi. Nankin jiken Iwanami shinsho (неопр.). — ISBN 4-250-98016-2.
- Yoshida Hiroshi. Nankin jiken o dou miruka (неопр.).
- Yoshida Hiroshi. Tenno no Guntai to Nankin Jiken (неопр.). — ISBN 4-250-98019-7.
- Askew, David. The Nanjing Incident – Recent Research and Trends (неопр.) // Electronic journal of contemporary Japanese studies. — 2002. — April.
- Fujiwara Akira. Nitchû Sensô ni Okeru Horyotoshido Gyakusatsu (неопр.).

### Ревизионистские источники
- Hata, Ikuhiko. Nanjing Incident (Nankin Jiken Gyakusatsu no kozo 南京事件―「虐殺」の構造) (неопр.). — Chuo Koron Shinsho, 1986. — ISBN 4-12-100795-6.
- Higashinakano, Syudo. The Truth of the Nanking Operation in 1937 (1937 Nanking Koryakusen no Shinjitsu) (англ.). — Shogakukan, 2003.
- Tanaka, Massaki. Fabrication of Nanjing Massacre (неопр.). — Nihon Kyobun Sha, 1984.
- Yoshida, Takashi. The Making of the "Rape of Nanking" (неопр.). — 2006.